# Listi ino evaŋgelji
Listi ino evaŋgelji (Pisma in evangeliji) so velik lekcionar Petra Dajnka, štajerskega pisca v vzhodni štajerščini poleg svoje pisave (dajnčica) iz leta 1826. Dajnko je imel konkreten načrt, da bi prevedel Sveto pismo v vzhodno štajerščino. Leta 1836 je začel z delom, a je prevedel le prvo Mojzesovo knjigo.
Prvi Dajnkov prevod Svetega pisma so bili Evangeliomi na v'se nedéle ino 'svetke skos leto. Listi ino evaŋgelji so večji lekcionar in vsebuje ne samo odlomkov iz štirih evangelijev, temveč tudi branja iz apostolskih pisem ter nekaj odlomkov iz Stare zaveze. Podobni lekcionarji so bili povsod na slovenskem jezikovnem področju. Leta 1787 je Jurij Japelj izdal svoje delo Lysti inu evangelia na vse nedele inu prasnike zhes lejtu.
Dajnko ni spremenil le pisave, temveč je nekatere besede nadomestil tudi z novimi izrazi. Prav tako je nekatere tuje izraze nadomestil s slovanskimi oblikami, npr. evanjgelje namesto grškega evangelioma.
| Evangeliomi | Listi ino evaŋgelji |
| --- | --- |
| Na ſhterto poſtno nedélo. Evangeliom Joan. 6. 1-15. V' tiſtemi zhaſi je odiſhel Jesuſh prek morja Galileſko-Tiberiaſkega. Ino naſledüvalo je njega lüdſtva doſta, da so vidili snamenja, kere je delal na beteshnih. Goriſhel pak je Jesuſh na breg, ino je tam ſedel s' vüzhenikomi ſvojimi. Bil pak je blisi vüsem, ſvetek Shidovſki; Sasdignivſhi pak Jesuſh ozhi, ino vidivſhí, ka doſta lüdſtva pri-ide k' njemi, je rekel k' Filipi: Od kod küpili bomo krühe, da jéli bojo toti? To pak je povedal ſküſhavajozh njega; kaiti on je snal, kai hzhe vzhiniti. Odgovoril je njemi Filip: Sa dve ſto denarov krühov ne doide njim, da bi vſaki njih malega kai dobil. Rekel je njemi eden is vüzhenikov njegovih, Andreaſh, brat 'Shimona Petra: Je en otrok éti; on imá pet krühov jezhmenovih, ino dvé ribi; alipak to; kai je sa telko njih? Rekel pak je Jesuſh: Napravite, da lüdi poſedejo; bilo, pak je trave doſta v' strani; poſedelo pak je moshov, po ſhtenji, okoli pet jesero. Vsel pak je krühe Jesuſh, ino sahvalivſhi rasdaval vüzhenikom, vüzheniki pak tim poſedevſhim, ravno tak tüdi od rib, kelko ſo sheleli. Gda pak ſe naſitili ſo, je rekel vüzhenikom ſvojim: 'Spoberte oſtánivſhe faláte, da ſe nikak kai ne pokvari. I pobirali ſo, ino napunili ſo dvanaiſt koſhov falatov od petih krühov jezhmenovih, keri ſo prek oſtali jeſhzom. Lüdi pak vidiozhi, kako je vzhinil zhüdesh Jesuſh, ſo pravili: A, toti je reſnizhno prorók, keri pri-ide na ſvet. Jesuſh pak ſposnavſhi, ka hzhejo pri-iti, ino vseti njega, da bi narédili njega sa krala, ſe odvernil je drügozh na breg on ſam. | Na ȣterto postno nedélo. Evaŋgel. S. Ivana 6. 1-15. V' tistemi чasi je odiȣel Jezuȣ prek Galilejskega morja, pri keremi je bilo mesto Tiberias. Ino nasledyvalo ga je veliko lystva, da so vidili чydexe, kere je delal na bolenih. Podal se je zato Jezuȣ na goro ino si tam z' svojimi vyчeniki dolsel. Bil pà je Vyzem, Xidovski svetek blizo. Kda je Jezuȣ svoje oчí povzgdignul ino vidil, da dosta lystva k' ŋemi príde, je Filipi rekel: Odkod bomo kryh kypili, da bodo toti naj jeli? To pà je rekel, naj bi ga skyȣal; kajti znal je, kaj imá vчiniti. Filip jemi je odgovoril: Za dvesto denárav kryha jìm ne dojde, da bi vsaki le nekaj dobil. Reчe jemi eden iz ŋegovih vyчenikov, Andraȣ, brat Ȣymena Petra. Znajde se ty otrok, keri imá pet jeчmenovih kryhov ino dve ribi; alipà kaj je to za ŋih teliko? Rekel pà je Jezuȣ: Napravte, naj si lydjé sposedejo. Bilo pa je dosta trave v' tistemi strani. Poleglo si je zato moxov po ȣteŋi blizo pet jezero. Jezuȣ pà je vzel kryhe ino zahvalil, ino ŋe lexéчim razdaval; ravno tak tydi od ríb, keliko so xeléli. Kda pà so se nasítili, je Jezuȣ vyчenikom rekel: Spoberte ostaŋke, naj se ne pokvaríjo. Spobrali so je zato ino napunili z' ŋimi dvanajst koȣov od petih jeчmenovih kryhov, keri so jeȣcom prek ostali. Kda so lydjé vidili, keliki чydex je Jezuȣ vчinil, so govorili: Toti je resniчno prerok, keri na svet priti imá. Jezuȣ pà, kda je vidil, da чejo priti ino ga za krala postaviti, je pà sam na goro odiȣel. |